# Fundación Hispano-Portuguesa Rei Afonso Henriques

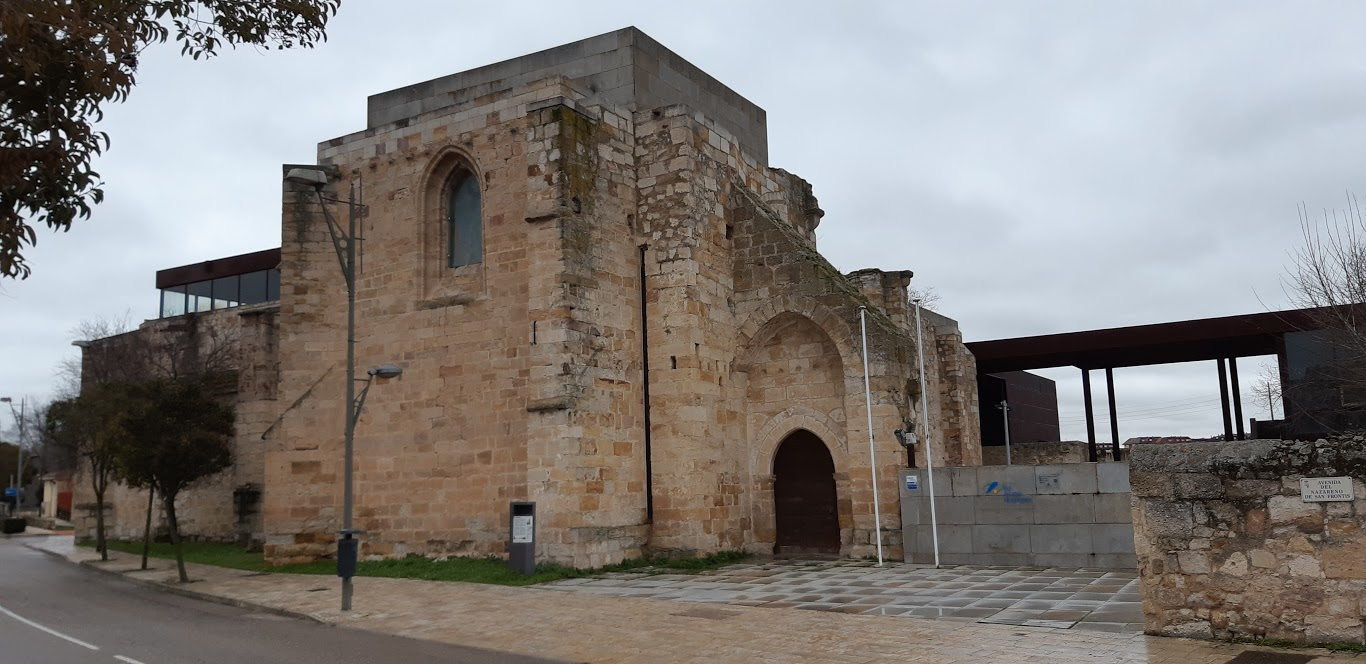
Convento de San Francisco Extraponte en Zamora. Sede de la Fundación Hispano-Portuguesa Rei Afonso Henriques

La Fundación Hispano-Portuguesa Rei Afonso Henriques, también conocida como Fundación Rei Afonso Henriques o FRAH, es una institución privada con participación pública, creada por escritura pública el 7 de febrero de 1994 e inscrita en el Registro de Fundaciones de España por orden n.º 26379 del 31 de octubre del mismo año y publicada en el Boletín Oficial del Estado el 29 de noviembre de 1994 y en Portugal, por Portaría n.º 17/96 do Ministerio da Administraçao Interna y publicada en el Diario da República con n.º 71/96 de 23 de marzo.

## Sedes
La Fundación tiene establecido su domicilio en la ciudad de Zamora, en el convento de San Francisco extra pontem, situado en la parte de la antigua carretera de Fermoselle que, hoy en día, forma la avenida del Nazareno de San Frontis. El emblemático espacio en el que estableció su sede, pudo hacerse realidad gracias a la suma de voluntades de instituciones como la Diputación Provincial de Zamora como propietaria del edificio, la Junta de Castilla y León y la Unión Europea a través de su programa Interreg II, quedando el edificio disponible para la realización de los fines fundacionales tras su inauguración el 31 de octubre de 1998.
Dado el carácter binacional de esta institución, la FRAH también posee sede en la ciudad de Braganza de Portugal.

## Misión
Conforme a sus estatutos, la FRAH tiene establecidos los siguientes fines y objetivos:
- Contribuir a la formación del valle del Duero como un eje de sinergia cultural, histórica y patrimonial. La idea del Duero como idea de patrimonio natural e histórico, idea de singularidad e imagen de marca, en el ámbito más amplio de las relaciones de España y Portugal.
- Contribuir al bienestar económico social y cultural de las tierras y gentes del valle del Duero en especial de las más desfavorecidas.
- Contribuir al desarrollo de los recursos propios del valle del Duero para la fijación de su población especialmente la más joven.

Para la realización de los fines y objetivos previstos, la FRAH irá desarrollando una serie de iniciativas y proyectos que tendrán como objetivo permeabilizar el espacio fronterizo y acercar, mediante el mutuo conocimiento, las realidades de las zonas geográficas descritas.